# روزا موتا

روزا ماريا كوريّا دوس سانتوس موتا ، GCIH ، GCM ( Portuguese pronunciation: [ˈʁɔzɐ ˈmɔtɐ] ؛ من مواليد 29 يونيو 1958) عداءة ماراثون برتغالية سابقة، واحدة من أبرز الرياضيين في بلادها، وهي أول رياضية من البرتغال تفوز بميدالية ذهبية أولمبية. كانت موتا أول امرأة تفوز بالعديد من ميداليات الماراثون الأولمبية بالإضافة إلى كونها المرأة الوحيدة التي فازت ببطولة أوروبا والعالم والأولمبياد في نفس الوقت. في حفل الذكرى الثلاثين لرابطة الماراثون الدولية وسباقات المسافات (AIMS) ، تميزت بأنها أعظم عداءة ماراثون في كل العصور. 

## السيرة الشخصية

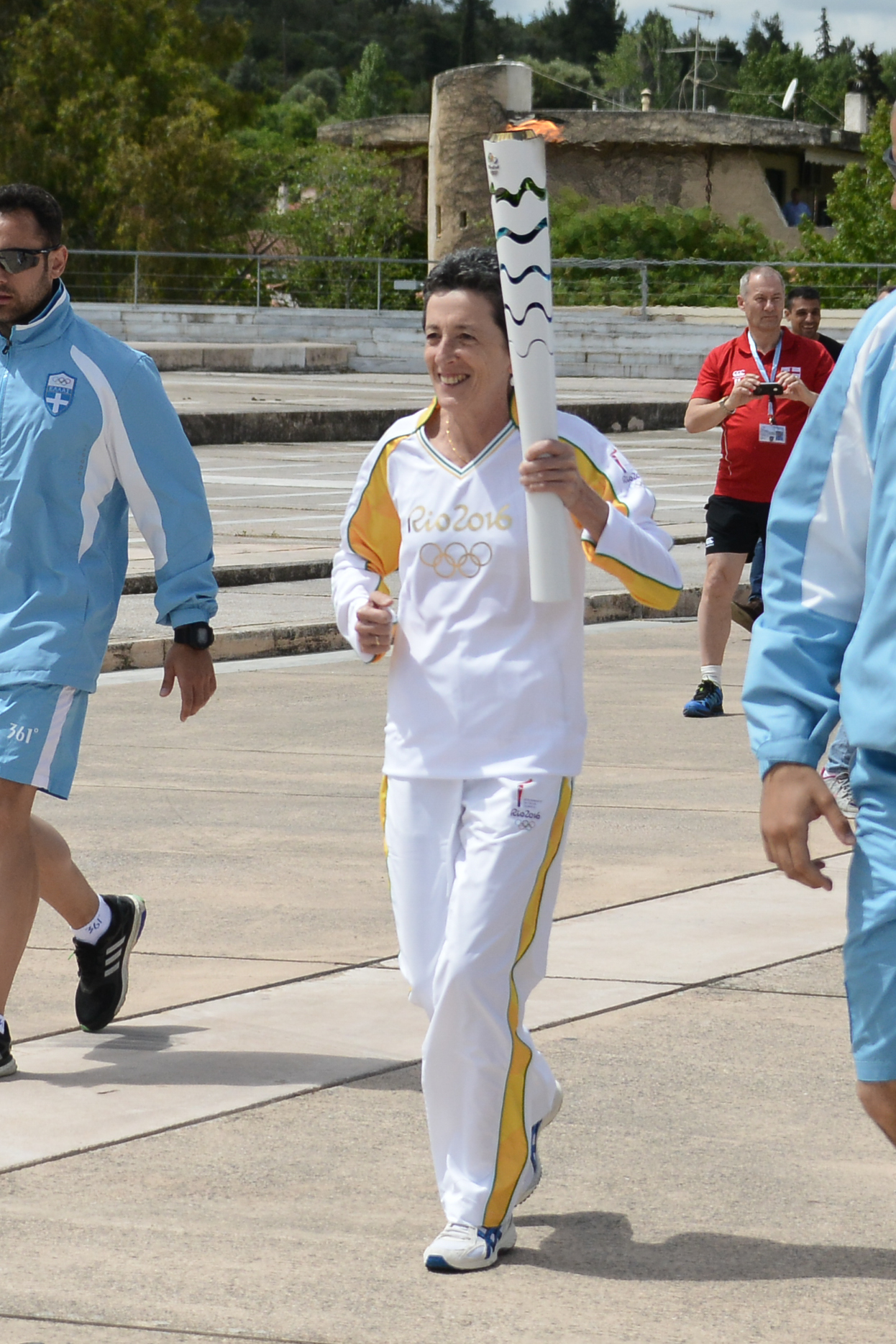
روزا موتا تحمل الشعلة الأولمبية

ولدت روزا في حي فوز فيلها بوسط مدينة بورتو، وبدأت المشاركة في سباقات اختراق الضاحية عندما كانت في المدرسة الثانوية.
عام 1980 قابلت خوسيه بيدروسا، الرجل الذي أصبح مدربها الشخصي طوال حياتها المهنية. أول ماراثون شاركت فيه روزا موتا كان في بطولة أوروبا لعام 1982 التي استضافتها أثينا باليونان - وهو أول ماراثون نسائي على الإطلاق. لم تكن موتا من المرشحين للفوز بالميدالية الذهبية، لكنها فازت بسهولة على إنغريد كريستيانسن لتفوز بماراثونها الأول.
حصلت على الميدالية البرونزية في أول ماراثون أولمبي نسائي في دورة الألعاب الأولمبية التي أقيمت بلوس أنجلوس. أفضل زمن لها هو 2:23:29 سجلته عام 1985 في ماراثون شيكاغو. فازت موتا في ماراثون شيكاغو مرتين.
روزا هي بطلة أوروبا عام 1986، وبطلة العالم في روما عام 1987، فازت بالميدالية الذهبية الأولمبية في سيول عام 1988، بفارق 13 ثانية عن الحاصلة على الميدالية الفضية ليزا مارتن.
عام 1990، عادت إلى بوسطن لتفوز للمرة الثالثة. بعد ذلك حاولت الدفاع عن لقبها في بطولة الماراثون الأوروبية في سبليت. ركضت في المقدمة وتقدمت بأكثر من 1.5 دقيقة في منتصف الطريق، إلا أن فالنتينا يغوروفا ما لبثت أن لحقت بها عند 35 كم. لكنها قاتلت حتى النهاية لفتوز موتا بهامش ضئيل قدره 5 ثوان. فازت بنصف ماراثون لشبونة عام 1991 
على الرغم من إنها كانت تعاني من عرق النسا والربو عندما كانت طفلة، إلا أنها حققت بطولات ونجاحات كبيرة واستمرت في الفوز حتى عام 1991، وهذه المرة في ماراثون لندن. في وقت لاحق من ذلك العام، اضطرت موتا إلى التخلي عن بطولة طوكيو العالمية، وفكرت أخيرًا في التقاعد بعد فشلها في إنهاء ماراثون لندن عام 1992.
حققت موتا 21 سباق ماراثون بين عامي 1982 و 1992. بمعدل سباقي ماراثون اثنين كل عام لمدة عقد وفازت بـ 14 من تلك السباقات.

## الإنجازات
| العام         | المسابقة                    | المكان                  | المركز        | ملاحظة        |               |
| مثّلت البرتغال | مثّلت البرتغال               | مثّلت البرتغال           | مثّلت البرتغال | مثّلت البرتغال | مثّلت البرتغال |
| ------------- | --------------------------- | ----------------------- | ------------- | ------------- | ------------- |
| 1982          | بطولة أوروبا لألعاب القوى   | أثينا                   | الأول         | الماراثون     | 2:36:04       |
| 1983          | ماراثون روتردام             | روتردام، هولندا         | الأول         | الماراثون     | 2:32:27       |
| 1983          | بطولة العالم                | هلسنكي                  | الرابع        | الماراثون     | 2:31:50       |
| 1983          | ماراثون شيكاغو              | شيكاغو                  | الأول         | الماراثون     | 2:31:12       |
| 1984          | الألعاب الأولمبية           | لوس أنجلوس              | الثالث        | الماراثون     | 2:26:57       |
| 1984          | ماراثون شيكاغو              | شيكاغو                  | الأول         | الماراثون     | 2:26:01       |
| 1985          | ماراثون شيكاغو              | شيكاغو                  | الثالث        | الماراثون     | 2:23:29       |
| 1986          | ماراثون طوكيو الدولي للنساء | طوكيو                   | الأول         | الماراثون     | 2:27:15       |
| 1986          | بطولة أوروبا لألعاب القوى   | شتوتغارت                | الأول         | الماراثون     | 2:28:38       |
| 1987          | ماراثون بوسطن               | بوسطن، الولايات المتحدة | الأول         | الماراثون     | 2:25:21       |
| 1987          | بطولة العالم                | روما                    | الأول         | الماراثون     | 2:25:17       |
| 1988          | ماراثون بوسطن               | بوسطن، الولايات المتحدة | الأول         | الماراثون     | 2:24:30       |
| 1988          | الألعاب الأولمبية           | سول                     | الأول         | الماراثون     | 2:25:40       |
| 1989          | ماراثون أوساكا              | أوساكا                  | --            | الماراثون     | DNF           |
| 1989          | ماراثون لوس أنجلوس          | لوس أنجلوس              | الثاني        | الماراثون     | 2:35:27       |
| 1990          | ماراثون أوساكا              | أوساكا                  | الأول         | الماراثون     | 2:27:47       |
| 1990          | ماراثون بوسطن               | بوسطن، الولايات المتحدة | الأول         | الماراثون     | 2:25:24       |
| 1990          | بطولة أوروبا لألعاب القوى   | سبليت                   | الأول         | الماراثون     | 2:31:27       |
| 1991          | ماراثون لندن                | لندن                    | الأول         | الماراثون     | 2:26:14       |
| 1991          | بطولة العالم                | طوكيو                   | --            | الماراثون     | DNF           |
| 1991          | نصف ماراثون لشبونة          | لشبونة                  | الأول         | نصف الماراثون | 1:09:52       |
| 1992          | ماراثون لندن                | لندن                    | --            | الماراثون     | DNF           |

## بعد التقاعد

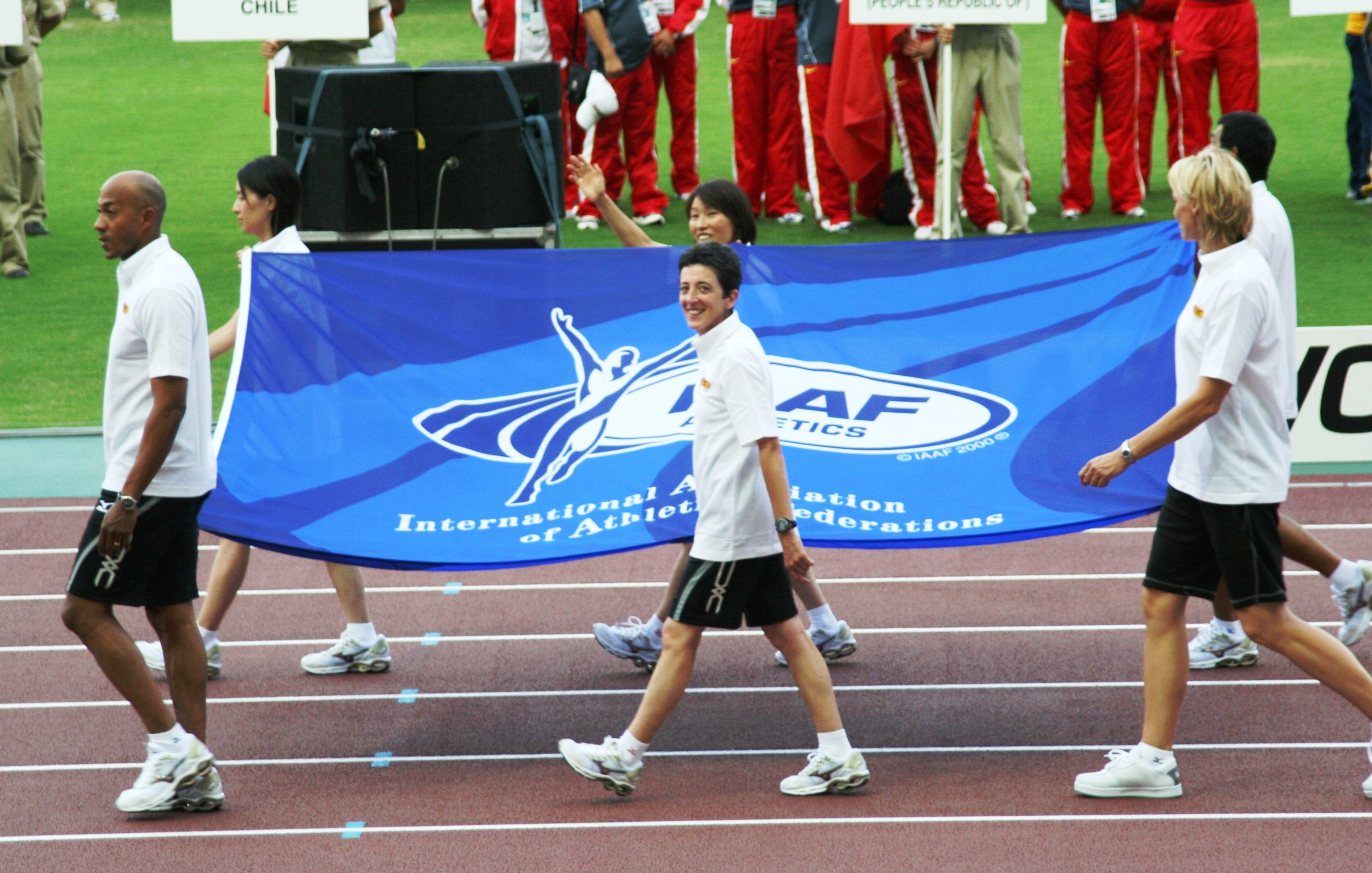
موتا تحمل علم الاتحاد الدولي لألعاب القوى في بطولة العالم لألعاب القوى 2007 التي أقيمت في أوساكا

تعتبر موتا سفيرة للرياضة. فازت في عام 1998 بجائزة أبيبي بيكيلا لمساهمتها في تطوير التدريب على سباقات المسافات الطويلة. منحت كأس السباق الدولي للصداقة، برعاية الأمم المتحدة، وهذا السباق يقام في الصباح قبل بدءماراثون مدينة نيويورك.
كانت روزا موتا واحدة من أكثر الشخصيات شعبية في الرياضة البرتغالية في أواخر القرن العشرين، إلى جانب أوزيبيو وكارلوس لوبيز ولويس فيجو.
حملت روزا موتا الشعلة الأولمبية على طول طرق أثينا قبل دورة الألعاب الأولمبية الصيفية لعام 2004 في اليونان.